# Sinolimprichtia alpina
Sinolimprichtia alpina är en flockblommig växtart som beskrevs av H.Wolff. Sinolimprichtia alpina ingår i släktet Sinolimprichtia och familjen flockblommiga växter.

## Underarter
Arten delas in i följande underarter:
- S. a. alpina
- S. a. dissecta